# Regeringskansliets rättsdatabaser
Regeringskansliets rättsdatabaser innehåller författningsregister, författningar i fulltext, kommittédirektiv och kommittéberättelser.
Författningsregistret innehåller registerinformation över Svensk författningssamling i fulltext, SFS, ändringar, ikraftträdande, hänvisningar till förarbeten m.m.
Med begreppet fulltext avses alla gällande lagar och förordningar.
Kommittédirektiven innehåller direktiv till alla statliga kommittéer i fulltext från 1987.
Kommittéberättelserna innehåller ett register över de statliga kommittéerna med uppgifter om ledamöter, arbetsplaner med mera omfattar uppgifter som skall redovisas i den så kallade kommittéberättelsen som regeringen redovisar till riksdagen i samband med budgetpropositionen. När det gäller de uppgifter som redovisas i bilaga 4 till berättelsen är motsvarande uppgifter i dataregistret mer fullständiga än i berättelsen.
Registret innehåller därutöver uppgifter om så kallade nordiska kommittéer. Registret förs löpande.